# حمدی احمد
حمدی احمد (عربی: حمدى أحمد محمد خليفة؛ ۹ نوامبر ۱۹۳۳ – ۸ ژانویهٔ ۲۰۱۶) هنرپیشه، روزنامه‌نگار و سیاستمدار اهل مصر بود.